# Simeone Paltinieri
Simeone Paltinieri (né à Padoue, alors dans la république de Venise, Italie, et mort en 1200) est un cardinal italien du XIIe siècle.

## Biographie
Le pape Lucius II le crée cardinal lors d'un consistoire du 6 mars 1185.  
Le cardinal Paltinieri ne participe pas à l'élection d'Urbain III en 1185, ni à celle de Grégoire VIII et de Clément III en 1187 ou à celle d'Innocent III en 1198.

## Sources
- Fiche du cardinal Simeone Paltinieri sur le site fiu.edu